# Mark van Bommel
Mark Peter Gertuda Andreas van Bommel (phát âm tiếng Hà Lan: [ˈmɑr(ə)k fɐm ˈbɔməl]; sinh 22 tháng 4 năm 1977 tại Maasbracht) là một cựu cầu thủ bóng đá người Hà Lan. Anh cũng là con rể của cựu huấn luyện viên trưởng đội tuyển Hà Lan, Bert van Marwijk.
Van Bommel thường chơi ở vị trí tiền vệ trung tâm, anh có thể chơi cả ở vị trí tiền vệ phòng ngự hoặc tiền vệ công. Anh được biết đến với những cú sút uy lực, khả năng chuồi bóng và chuyền dài.

## Thống kê sự nghiệp

### Quốc tế
Nguồn:
| Hà Lan    | Hà Lan | Hà Lan |
| Năm       | Trận   | Bàn    |
| --------- | ------ | ------ |
| 2000      | 3      | 0      |
| 2001      | 7      | 4      |
| 2002      | 5      | 0      |
| 2003      | 7      | 1      |
| 2004      | 8      | 2      |
| 2005      | 4      | 0      |
| 2006      | 6      | 0      |
| 2007      | 0      | 0      |
| 2008      | 6      | 1      |
| 2009      | 7      | 1      |
| 2010      | 14     | 1      |
| 2011      | 6      | 0      |
| 2012      | 6      | 0      |
| Tổng cộng | 79     | 10     |

| #  | Ngày                 | Địa điểm                                  | Đối thủ       | Bàn thắng | Kết quả | Giải đấu                 |
| -- | -------------------- | ----------------------------------------- | ------------- | --------- | ------- | ------------------------ |
| 1  | 14 tháng 3 năm 2001  | Sân vận động Mini, Barcelona, Tây Ban Nha | Andorra       | 0–5       | 0–5     | Vòng loại World Cup 2002 |
| 2  | 15 tháng 8 năm 2001  | White Hart Lane, Luân Đôn, Anh            | Anh           | 0–1       | 0–2     | Giao hữu                 |
| 3  | 5 tháng 9 năm 2001   | Sân vận động Philips, Eindhoven, Hà Lan   | Estonia       | 2–0       | 5–0     | Vòng loại World Cup 2002 |
| 4  | 5 tháng 9 năm 2001   | Sân vận động Philips, Eindhoven, Hà Lan   | Estonia       | 4–0       | 5–0     | Vòng loại World Cup 2002 |
| 5  | 2 tháng 4 năm 2003   | Sân vận động Sheriff, Tiraspol, Moldova   | Moldova       | 1–2       | 1–2     | Vòng loại Euro 2004      |
| 6  | 18 tháng 8 năm 2004  | Sân vận động Råsunda, Solna, Thụy Điển    | Thụy Điển     | 1–2       | 2–2     | Giao hữu                 |
| 7  | 3 tháng 9 năm 2004   | Sân vận động Galgenwaard, Utrecht, Hà Lan | Liechtenstein | 1–0       | 3–0     | Giao hữu                 |
| 8  | 15 tháng 10 năm 2008 | Sân vận động Ullevaal, Oslo, Na Uy        | Na Uy         | 0–1       | 0–1     | Vòng loại World Cup 2010 |
| 9  | 6 tháng 6 năm 2009   | Laugardalsvöllur, Reykjavík, Iceland      | Iceland       | 0–2       | 1–2     | Vòng loại World Cup 2010 |
| 10 | 5 tháng 6 năm 2010   | Amsterdam Arena, Amsterdam, Hà Lan        | Hungary       | 4–1       | 6–1     | Giao hữu                 |